# Клиња (Калиновик)
Клиња је насељено мјесто у општини Калиновик, Република Српска, БиХ. Према попису становништва из 1991. у насељу је живјело 13 становника. Према попису становниптва из 2013. у насељу није било становника.

## Географија
Село Клиња налази се у кањону Борач кроз који протиче ријека Неретва. Надморска висина села је око 900 метара.

## Становништво
Према попису становништва из 1991. године, мјесто је имало 13 становника.
| Националност | 1991. |
| Срби         | 7     |
| Муслимани    | 6     |
| Укупно       |       |

| Демографија | Демографија | Демографија |
| Година      | Становника  | Становника  |
| ----------- | ----------- | ----------- |
| 1961.       | 105         |             |
| 1971.       | 91          |             |
| 1981.       | 42          |             |
| 1991.       | 13          |             |
| 2013.       | 0           |             |

## Истакнути становници
У Клињи је рођен истакнути песник, Ђорђо Сладоје.